# Hans Raffée
Hans Raffée (* 13. August 1929 in Danzig; † 11. Mai 2021 in Mannheim) war ein deutscher Wirtschaftswissenschaftler, Hochschullehrer und Marketing-Experte.

## Leben
Der Sohn eines Flachglasgroßhändlers legte 1949 sein Abitur ab und studierte ab 1951 Betriebswirtschaftslehre an der Johann Wolfgang Goethe-Universität Frankfurt am Main. Von 1955 bis 1961 war er Wissenschaftlicher Assistent an der Universität Frankfurt, wo er 1960 promoviert wurde. Von 1962 bis 1964 war er als persönlicher Assistent von Josef Neckermann, dem Inhaber der Neckermann Versand KG, tätig. 1969 habilitierte er sich mit der Arbeit „Informationsverhalten von Konsumenten“ und folgte einem Ruf auf den Lehrstuhl für Allgemeine Betriebswirtschaftslehre und Marketing II an der Universität Mannheim, dessen Inhaber er bis zu seiner Emeritierung 1994 war.

## Wirken
Neben seinen Forschungs- und Lehrtätigkeiten, die ihn bis nach China und Japan führten, beriet Raffée Firmen im Bereich Corporate Identity, Kommunikationsplanung und neue Informationstechnologien, schulte Führungskräfte und war als Vorsitzender in zahlreichen universitären und außeruniversitären Gremien tätig. Zu seinen Schwerpunkten gehörten Strategische Unternehmensführung, Strategisches Marketing, Internationales Marketing, Wertewandel und Wirtschaftsethik. Ebenso veröffentlichte er zum Marketing öffentlicher Institutionen.
Beim Hannoveraner Institut für Markt, Umwelt und Gesellschaft (imug) war er seit dessen Gründung 1992 Vorstandsmitglied.
Um die Universität Mannheim machte sich Raffée nach seiner Emeritierung 1994 durch den Aufbau der Absolventenvereinigung ABSOLVENTUM verdient. Die 1995 ins Leben gerufene Alumni-Organisation wurde 1998 vom damaligen Bundespräsidenten Roman Herzog in Berlin als Innovation im Hochschulbereich ausgezeichnet und gewann drei Jahre später als bestes Absolventennetzwerk des deutschsprachigen Raums den ersten Preis des Stifterverbandes für die Deutsche Wissenschaft.
Raffée engagierte sich in der Evangelischen Akademikerschaft, bei den Rotariern und der Landessynode der Evangelischen Landeskirche in Baden. Bei verschiedenen Veranstaltungen des Arbeitskreises Evangelischer Unternehmer e. V. in den Jahren 1994 bis 1998 setzte er sich für eine Verbindung von betriebswirtschaftlichem Prinzipien und kirchlichem Handeln ein, insbesondere zum Thema Kirchenmarketing.
2003 wurde Raffée für sein universitäres, kirchliches und kulturelles Engagement mit dem Verdienstorden der Bundesrepublik Deutschland (Verdienstkreuz 1. Klasse) geehrt.

## Mitgliedschaften und ehemalige Mitgliedschaften (Auswahl)
- Ehrenpräsident von ABSOLVENTUM MANNHEIM - Absolventennetzwerk der Universität Mannheim e. V.[6]
- Sprecher der Otto-Mann-Stiftung der Universität Mannheim
- Senatsbeauftragter für das Seniorenstudium der Universität Mannheim
- Vorstandsmitglied der Stiftung Universität Mannheim
- Vorstandsmitglied des Instituts für Markt, Umwelt und Gesellschaft (IMUG), Hannover
- Mitglied Verband der Hochschullehrer für Betriebswirtschaft
- Mitglied Deutsche Marketing-Vereinigung, Düsseldorf
- Mitglied im Marketing-Club Rhein-Neckar
- Mitglied Werbewissenschaftliche Gesellschaft
- Ehemaliger Aufsichtsratsvorsitzender der WOB AG, Viernheim
- Ehemaliger Aufsichtsratsvorsitzender der Mediengesellschaft des Evangelischen Rundfunks Baden
- Ehemaliges Mitglied des Verwaltungsrates der Stiftung Warentest
- Ehemaliges Mitglied der Landessynode der Badischen Landeskirche
- Mitglied Evangelische Akademikerschaft
- Mitglied Rotary Ludwigshafen
- Mitglied im AEU (Arbeitskreis Evangelischer Unternehmer)[7]

## Veröffentlichungen (Auswahl)
- Warentest und Unternehmen - Nutzung, Wirkungen und Beurteilung des vergleichenden Warentests in Industrie und Handel, Band 360 von Campus Forschung, Forschungsverbund Empirische Verbraucherforschung, Campus-Verlag (1984), ISBN 9783593332949
- Herausgeber: Günter Silberer: Warentest und Konsument - Nutzung, Wirkungen und Beurteilung des vergleichenden Warentests im Konsumentenbereich, Band 361 von Campus Forschung, Forschungsverbund Empirische Verbraucherforschung, Universität Mannheim, Forschungsgruppe Konsumenteninformation, Campus-Verlag, Frankfurt am Main, New York (1984), ISBN 9783593332956
- Mit Bernhard Sauter und Günter Silberer: Theorie der kognitiven Dissonanz und Konsumgüter-Marketing: Der Beitrag der Theorie der kognitiven Dissonanz zur Erklärung und Gestaltung von Kaufentscheidungen bei Konsumgütern, Springer-Verlag, 2013, ISBN 9783322843791
- Mit drei anderen Autoren: Irreführende Werbung - Begriff und Meßprobleme, Th. Gabler: Wiesbaden 1976
- Mit Wolfgang Fritz und Peter Wiedmann: Marketing für öffentliche Betriebe, W.  Kohlhammer Stuttgart 1993.
- Grundprobleme der Betriebswirtschaftslehre, Vandenhoeck & Ruprecht UTB: Göttingen 1995.
- Marketing und Umwelt, C.E. Poeschel Stuttgart 1999.